# ライトハウス (芸能事務所)
株式会社ライトハウスは、日本の芸能事務所。主に役者・タレント・フリーアナウンサーを擁する。所在地は東京都港区芝大門。

## 所属タレント

### 女性
2025年6月時点
- 荒美由紀
- 池田文
- 伊藤敬子
- 遠藤麻子
- 大平マキ
- 落合朋美
- 小野崎桂
- 桟夏音
- 上石菜月
- 草野ふみえ
- 国本佳江
- 小松みゆ
- 小林香織
- 小森美季
- 島田奈央子
- 杉江京子
- 関伊利子
- 田野辺実鈴
- 都甲百華
- 野田マキ
- 古市舞
- 塚田昌代
- 松本真依
- 宮川満里子
- 山口まな美

### 男性
- 上田敦史
- 甲斐真里
- 竹内英樹

### マネジメント契約
- 秋保由実
- 桂米多朗
- 迫文代
- さとう珠緒
- 佐藤由紀
- 鈴木哲夫（ジャーナリスト）
- 鈴木淑子
- たかとりじゅん（元・福島中央テレビアナウンサー）
- 中村こずえ
- 那波一寿
- 西本淑子
- 古瀬絵理

## かつて所属していたタレント・アナウンサー

### 女性
- 芦川愛子（元・茨城放送アナウンサー）
- 安藤かおり
- 石川りさ
- 伊藤芽衣
- 江尻杏奈
- 遠藤真理
- 片山みゆき
- 亀瀧美香
- 佐藤奈美
- 柴田奈緒美
- 白井佐奈
- 高崎伸子
- 高野えりか
- 高橋実桜
- 高橋由美子
- 高柳紗織
- 夏目祐里
- 浜中清香
- 富士さくら
- 牧野杏奈
- MaYankie
- 山田奈緒
- 山本ゆき

### 男性
- 鎌田久仁宏
- 北岡圭太
- 定本正志
- 宮本ムサシ